# بورس زیمباوه
بورس زیمبابوه (انگلیسی: Zimbabwe Stock Exchange) بازار بورس اوراق بهادار زیمبابوه است، که در سال ۱۸۹۴ تأسیس شد.